# Am Timan
Am Timan (arabisch أم تيمان, DMG ʾUmm Tīmān) ist eine Stadt im Tschad. Sie ist die Hauptstadt der Provinz Salamat und des Untergeordneten Départements Barh Azoum. Am Timan bedeutet auf Arabisch „Mutter der Zwillinge“, die Herkunft dieses Namens ist unbekannt. In Am Timan gibt es den Flughafen Am Timan. Die Stadt liegt am Fluss Salamat und unweit des Nationalparks Zakouma. Aufgrund ihrer Nähe zum Krisengebiet Darfur ist sie Anlaufpunkt für Flüchtlinge. Die Gemeinde liegt in dem Ramsar-Gebiet Plaines d’inondation des Bahr Aouk et Salamat, das eines der weltweit größten Schutzgebiete dieser Art ist.

## Persönlichkeiten
- Djalal Abderahim (* 1917), Politiker